# Zaroślak żółtowąsy
Zaroślak żółtowąsy (Atlapetes fulviceps) – gatunek małego ptaka z rodziny pasówek (Passerellidae). Zamieszkuje góry Boliwii i północno-zachodniej Argentyny. Jest uznawany za gatunek najmniejszej troski.

## Systematyka
Gatunek po raz pierwszy zgodnie z zasadami nazewnictwa binominalnego opisali Alcide d’Orbigny i Frédéric de Lafresnaye, nadając mu nazwę Emberiza fulviceps. Opis ukazał się w 1837 roku w czasopiśmie „Magasin de zoologie”. Jako miejsce typowe autorzy wskazali Tacora (obecnie Totora) w departamencie Cochabamba w Boliwii. Nie wyróżnia się podgatunków.

### Etymologia
- Atlapetes: połączenie słowa Atlas z gr. πετης petēs – „lotnik”, πετομαι petomai – „latać”[11].
- fulviceps: łac. fulvus – „śniady, opalony”  – ceps „głowy” od łac. caput – „głowa”[12].

## Morfologia
Nieduży ptak ze średniej wielkości, grubym u nasady, czarnym dziobem. Szczęka i żuchwa są lekko zakrzywione. Tęczówki w kolorze średniego brązu. Nogi brązowawe. Górna część głowy, z policzkami, kark i boki szyi cynamonowe, kontrastuje z żółtą dolną częścią, podbródkiem, gardłem i podgardlem, na którym wyraźnie widoczny jest cynamonowy pasek wąsowy. Pomiędzy dziobem a okiem charakterystyczna żółta plamka. Górne części ciała zielone, skrzydła i ogon ciemniejsze z łupkowo-szarymi obrzeżami. Dolne części ciała oliwkowe, z żółtawym brzuchem. Brak dymorfizmu płciowego. Długość ciała z ogonem 17 cm; jeden zbadany osobnik ważył 28,2 g.

## Zasięg występowania
Zaroślak żółtowąsy występuje w boliwijskich Andach od departamentu La Paz na południe do departamentu Tarija oraz w  północno-zachodniej Argentynie w prowincjach Jujuy i Salta. Jest gatunkiem osiadłym. Jego zasięg występowania według szacunków organizacji BirdLife International obejmuje 200 tys. km².

## Ekologia
Zaroślak żółtowąsy jest gatunkiem endemicznym. Jego głównym habitatem są obrzeża wilgotnych lasów Yungas, zalesione wąwozy, doliny strumieni, otwarte lasy z przewagą olszy, starsze lasy wtórne. Spotyka się go także na obrzeżach lasów Polylepis. Zazwyczaj występuje na wysokościach od 1500 do 3600 m n.p.m. Jest gatunkiem osiadłym, jednak stwierdzono okresowe migracje na niżej położone stanowiska w okresie zimowym, nawet do wysokości 400 m n.p.m.
Jest gatunkiem wszystkożernym (zjada owady, nasiona i owoce). Żeruje bezpośrednio nad ziemią i w krzakach do wysokości 3 m. Żeruje pojedynczo lub w parach.

### Rozmnażanie
Brak informacji o rozmnażaniu, wiadomo tylko, że obserwowano jaja w styczniu w prowincji Jujuy w północnej Argentynie.

## Status
W Czerwonej księdze gatunków zagrożonych IUCN zaroślak żółtowąsy klasyfikowany jest jako gatunek najmniejszej troski (LC – Least Concern). Liczebność populacji nie jest określona, zaś jej trend oceniany jest jako spadkowy z powodu zmniejszania się ich naturalnego habitatu. Gatunek opisywany jest jako lokalnie dość pospolity.